# Magnistipula sapinii
Magnistipula sapinii är en tvåhjärtbladig växtart som beskrevs av De Wild.. Magnistipula sapinii ingår i släktet Magnistipula och familjen Chrysobalanaceae. Inga underarter finns listade i Catalogue of Life.